# Porto Rico do Maranhão
Porto Rico do Maranhão este un oraș în unitatea federativă Maranhão (MA), Brazilia.